# EchoStar Communications
EchoStar Communications est une entreprise américaine de télécommunications par satellites qui fait partie de l'indice NASDAQ-100.